# Культура Дабенькен
Культу́ра Дабеньке́н (кит. 大坌坑文化, піньїнь Dàbènkēng) — найдавніша археологічна неолітична культура Тайваню, а назва походить від стоянки Дабенькен. Ареалом поширення культури було південно-східне узбережжя Східної Азії та прилеглі острови, у тому числі північ Тайваню. Приблизний період існування 5-те тисячоліття до н. е. — XXVII століття до н. е.
Оскільки розкопані залишки культури Дабенькен мають шнурові візерунки на отворі кераміки, тому її також називають культурою шнурової кераміки.

## Спорідненість з австронезійськими мовами
Культура Дабенькен може належати до австронезійської мовної сім'ї та ймовірно стала родоначальником протоавстронезійської мовної групи.

## Місця існування
Ця культура змінювала місця проживання та її рештки були знайдені в різний час у Дабенькені, Бацзя, Фенбітоу, Юемей та ін.

## Археологічні пам'ятки
Рештки культури Дабенькен були виявлені на наступних археологічних пам'ятках: Дабенькен у місті Новий Тайбей; Чжишаньянь у місті Тайпей; Аньхе в місті Тайчжун; Наньгуаньлі та Бацзя в місті Тайнань; Маоє в повіті Пенху; Фенбітоу в місті Гаосюн; Чанґуан, що у повіті Тайдун та ін.